# Mechanix
Mechanix is een liedje van thrashmetalband Megadeth, geschreven door gitarist Dave Mustaine. 
Mustaine had het nummer al geschreven nog vóór hij deel uitmaakte van Metallica. Deze band nam een aangepaste versie van het nummer op, getiteld The Four Horsemen, dat in 1983 op het Metallica-album Kill 'Em All verscheen. Mustaine was toen al ontslagen bij de band. 
Nadat Mustaine de band Megadeth had opgericht, verscheen het nummer Mechanix in 1985 als achtste track op hun debuutalbum Killing Is My Business... and Business Is Good!. Het nummer werd een stuk sneller gespeeld dan The Four Horsemen, uit rancune naar zijn oude band Metallica.
De tekst gaat over een medewerker van een tankstation die seks heeft in de garage. Naar eigen zeggen was Mustaine tijdens het schrijven van het nummer ook werkzaam op een tankstation en vergaapte hij zich aan de meisjes die benzine kwamen tanken.